# Linha Sheppard

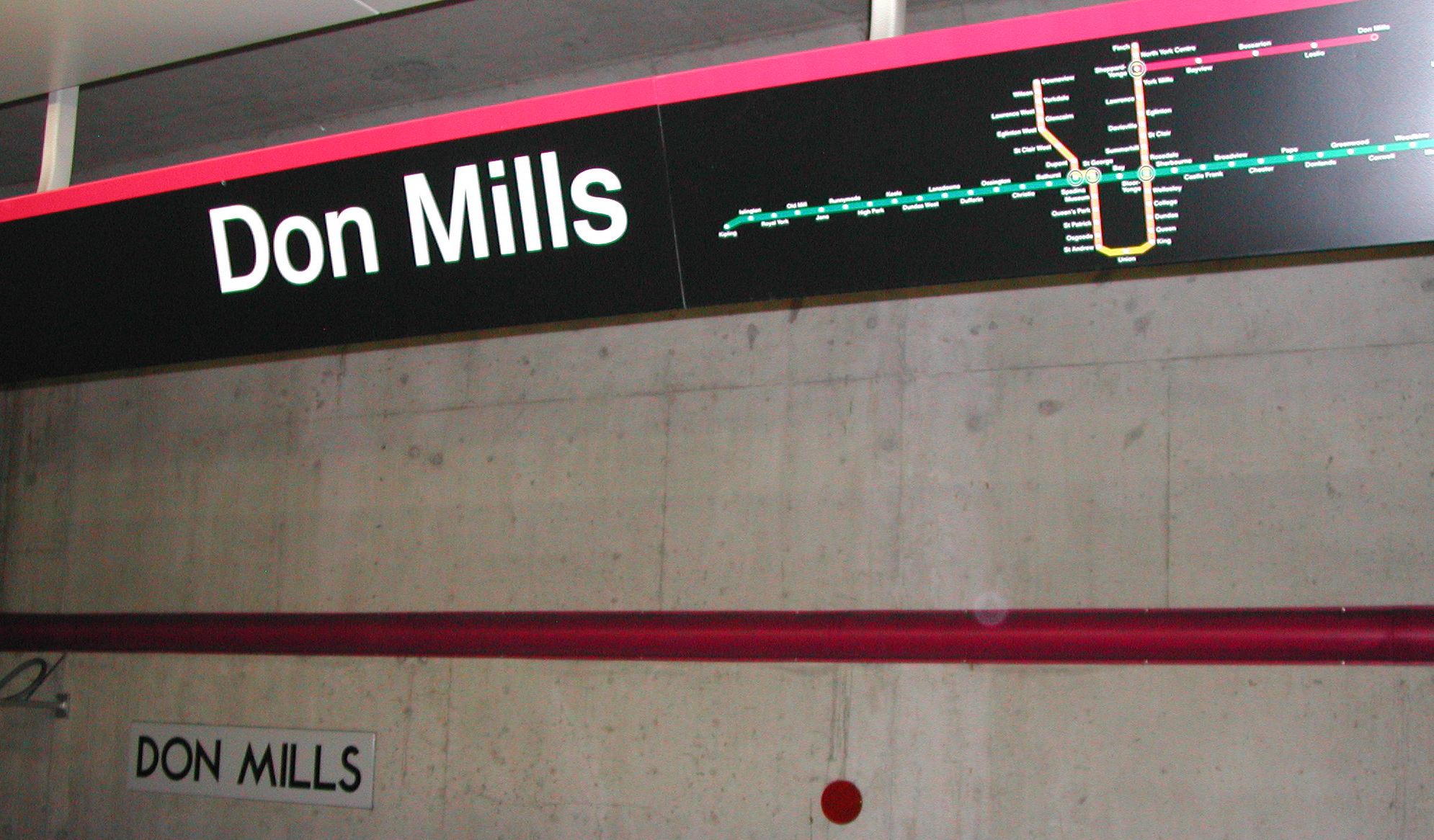
Vista do interior da estação Don Mills.

A linha Sheppard é uma das quatro linhas de metrô de Toronto, possuindo 6,4 quilômetros de comprimento e cinco estações, correndo ao longo da Sheppard Avenue. É operada pela Toronto Transit Commission, tendo sido inaugurada em 24 de novembro de 2002. É também chamada dentro do TTC como Route 4.

## História
O TTC, sob grande pressão para iniciar a construção de uma nova linha de metrô em Toronto, no início da década de 1990, inicialmente propôs construir a nova linha ao longo da Eglinton Avenue. Este projeto foi inicialmente aprovado, com construção da linha começando na estação Eglinton West, de onde partiria a nova linha de metrô, em direção ao oeste. A ascensão de um novo partido político no governo da província, bem como os fundos que alimentavam a construção da linha, causou o cancelamento da construção desta linha de metrô.
Com o cancelamento da linha Eglinton, o TTC passou a receber crescente pressão por parte do então prefeito de North York, Mel Lastman, em criar uma nova linha de metrô em North York, partindo da estação Sheppard em direção a leste, em direção ao centro financeiro de Scarborough. Seria a primeira linha de metrô construída inteiramente nos subúrbios de Toronto. As razões para a construção seriam aliviar a congestionada estação Finch bem como o tráfego de veículos na Don Valley Parkway.
O TTC concordou, embora as poucas verbas disponíveis permitiram a construção de uma linha de metrô de apenas 5,5 quilômetros de comprimento e quatro novas estações, com Sheppard-Yonge como término oeste e Don Mills como o término leste, em 2002, bem menos do que o planejado durante o início da década de 1990. A linha Sheppard foi a primeira a ser construída na cidade em décadas. Custou aproximadamente um bilhão de dólares canadenses, tomando cerca de oito anos para ser construída.

## Críticas
A linha Sheppard tem sido criticada como uma "linha para nenhum lugar". Com exceção da Don Mills, que recebe numerosas rotas de ônibus de superfície, e da Sheppard-Yonge, estação de transferência, todas as estações da linha possuem um baixo número de passageiros diário, até mesmo na hora do rush. Além disso, foi construída ao longo de bairros de classe média alta e alta, que utilizam primariamente carros como meio de locomoção. A linha Sheppard também não atingiu a esperada meta de aliviar o tráfego na Don Valley Parkway, e a estação Finch continua sendo a terceira mais movimentada de Toronto, atrás apenas de St. George e Bloor-Yonge, recebendo um grande número de rotas de ônibus de superfície provenientes do norte de Toronto e da Municipalidade Regional de York.

## Estações
| Nome                | Nome                | Inauguração       | Conexões*                                               |
| ------------------- | ------------------- | ----------------- | ------------------------------------------------------- |
| Linha Sheppard      |                     |                   |                                                         |
| Sheppard-Yonge      |                     | 2002              | 5 linhas de superfície, Yonge-University-Spadina        |
| Bayview             |                     | 2002              | 2 linhas de superfície (T)                              |
| Bessarion           |                     | 2002              | 1 linha de superfície (T)                               |
| Leslie              |                     | 2002              | 2 linhas de superfície, GO Transit                      |
| Don Mills           |                     | 2002              | 9 linhas de superfície, York Region Transit, Viva Green |
| Consumers           | Consumers           | extensão proposta |                                                         |
| Victoria Park North | Victoria Park North | extensão proposta |                                                         |
| Warden North        | Warden North        | extensão proposta |                                                         |
| Kennedy North       | Kennedy North       | extensão proposta |                                                         |
| Agincourt           | Agincourt           | extensão proposta | GO Transit                                              |
| Progress            | Progress            | extensão proposta |                                                         |
| Scarborough Centre  | Scarborough Centre  | término proposto  | Scarborough RT                                          |

* - Em estações marcadas com (T), passageiros conectando entre rota de superfície com o metrô e vice-versa (ou entre diferentes rotas de superfície) pagando tarifa única precisam de um transfer. Linhas de superfície (ônibus e bondes) são aquelas administradas apenas pelo TTC.
Toda a linha Sheppard corre ao longo da Sheppard Avenue East. Todas as suas estações conectam com rotas de ônibus de superfície (embora a estação Bessarion conecte somente com a rota 85 Sheppard East, que corre ao longo da Sheppard, e acima da linha Sheppard, impossibilitando a conexão integrada entre a estação e o ônibus, e vice-versa), possuem elevadores para pessoas em cadeiras de rodas e arte pública, exemplos notáveis incluem o mural cênico em Sheppard-Yonge, o logo infantil em Bayview e os azulejos assinados em Leslie. 
Com exceção de Sheppard-Yonge e Don Mills, todas as estações da linha apresentam um baixo número diário de passageiros, em especial, Bessarion, uma das estações menos movimentadas do sistema de metrô de Toronto. Das cinco estações da linha Sheppard, quatro localizam-se em cruzamentos da Sheppard com outras ruas arteriais, e seus nomes são os mesmos das ruas que cortam a Sheppard. A estação Bessarion não possui nenhum cruzamento arterial em suas localidades, e seu nome vem de uma pequena rua local chamada Bessarion, onde a entrada para a estação está localizada.